# Gustaf Malmström
Gustaf Hjalmar Malmström (4 juillet 1884 - 24 décembre 1970) était un lutteur suédois qui participa aux Jeux olympiques d'été de 1908 à Londres et de 1912 à Stockholm dans la catégorie poids léger.
Il finit cinquième en 1908 dans la catégorie poids léger et remporta la médaille d'argent 4 ans plus tard dans la même catégorie.